# El pentágono (álbum)
El Pentágono es un álbum recopilatorio de varios artistas, presentado por Don Omar y producido de manera ejecutiva por Revol a través de su compañía de reguetón Update Music. Fue publicado el 27 de marzo de 2007, cuenta con participaciones estelares de Tego Calderón, Franco “El Gorila”, Jowell & Randy, entre otros.
Según palabras de Revol, la producción tuvo un costo de $250 000 y usando la canción «Calm My Nerves» de Don Omar como sencillo promocional.

## Lista de canciones
| N.º      | Título                                                       | Productor(es)            | Duración |  |
| 1.       | «Easy» (Zion, Eddie Dee, Voltio, Tego Calderón, Cosculluela) | DJ Memo                  | 4:27     |  |
| 2.       | «Calm My Nerves» (Don Omar, Rell)                            | Nely · Richy Peña        | 3:33     |  |
| 3.       | «Veo» (Zion)                                                 | Doble A & Nales          | 3:17     |  |
| 4.       | «OK» (Tego Calderón)                                         | Hednokers                | 2:55     |  |
| 5.       | «Vida Loca» (Arcángel)                                       | Mambo Kingz              | 3:43     |  |
| 6.       | «Mala es» (Jowell & Randy)                                   | Luny Tunes · Miki        | 3:27     |  |
| 7.       | «Suave al oído» (Franco “El Gorila”)                         | Thilo · Hednokers        | 3:21     |  |
| 8.       | «Just Like Sexo» (Dálmata)                                   | DJ Memo                  | 3:21     |  |
| 9.       | «La mujer de mis sueños» (Los Yetzons)                       | Doble A & Nales          | 3:06     |  |
| 10.      | «Pide más» (Joan & O'Neill)                                  | Víctor · Nesty · DNA     | 3:05     |  |
| 11.      | «Dame de eso» (Andy Boy)                                     | DJ Memo                  | 3:01     |  |
| 12.      | «Ellos quieren» (Cosculluela)                                | Thilo                    | 3:18     |  |
| 13.      | «Yo no sé por qué» (John Eric)                               | Tone & Jery              | 3:48     |  |
| 14.      | «Nosotros dos» (Wibal & Alex)                                | DJ Kalin · Sosa · Julian | 2:57     |  |
| 15.      | «Corre peligro» (OG Black, Jenay)                            | Tone & Jery              | 3:39     |  |
| 16.      | «El brindis» (Mario VI)                                      | Fade                     | 3:40     |  |
| 17.      | «No será lo mismo» (Aniel)                                   | Walde                    | 2:49     |  |
| 18.      | «La bella crisis» (Alberto Stylee)                           | Rafy Mercenario          | 3:36     |  |
| 19.      | «Contigo» (High Rollers Family)                              | Miki                     | 3:45     |  |
| 01:04:48 |                                                              |                          |          |  |

## Posicionamiento de listas
| Listas (2007)                        | Mejor posición |
| ------------------------------------ | -------------- |
| Estados Unidos (Billboard 200)       | 164            |
| Estados Unidos (Latin Rhythm Albums) | 2              |
| Estados Unidos (Top Latin Albums)    | 7              |

| Listas (2007)                        | Posición |
| ------------------------------------ | -------- |
| Estados Unidos (Latin Rhythm Albums) | 20       |

## Recepción comercial
El álbum vendió copias de 50,000 mil en Estados Unidos y ganó ganancias de $ 52,000. La canción Calm My Nerves fue top 15 en Latín Rhythm Airplay en Billboard.

## Certificaciones
| País (Certificador) | Certificación   | Ventas certificadas |
| --- | --------------- | ------------------- |
| Estados Unidos (RIAA) | Platino (Latin) | 60 000^             |
| ^cifras de envíos basadas únicamente en la certificación xcifras no especificadas basadas únicamente en la certificación |                 |                     |